# Primera División (Chile) 1980
Die Primera División 1980, auch unter dem Namen 1980 Campeonato Nacional de Fútbol Profesional bekannt, war die 48. Saison der Primera División, der höchsten Spielklasse im Fußball in Chile.
Die Meisterschaft gewann das Team von CD Cobreloa, das sich damit für die Copa Libertadores 1981 qualifizierte. Es war der erste Meisterschaftstitel für den Klub. Zudem qualifizierte sich auch Universidad de Chile für die Copa Libertadores, das sich in der Liguilla und dem Entscheidungsspiel durchsetzen konnte. Der vier Tabellenletzten Green Cross Temuco, Santiago Wanderers, Lota Schwager, Coquimbo Unido sowie Relegationsverlierer CD Aviación stiegen in die zweite Liga ab. Die Copa Polla Gol 1980 gewann Deportes Iquique.

## Modus
Die 18 Teams spielen jeder gegen jeden mit Hin- und Rückspiel. Meister ist die Mannschaft mit den meisten Punkten und qualifiziert sich für die Copa Libertadores. Bei Punktgleichheit entscheidet ein Entscheidungsspiel um die bessere Position, wenn es um die Meisterschaft oder um den Klassenerhalt geht. In den anderen Fällen entscheidet das Torverhältnis. Die letzten vier Teams der Tabelle steigen in die zweite Liga ab. Die zwei Teams auf den Plätzen 13 und 14 spielen eine Relegationsliguilla mit zwei Zweitligisten, von denen in der kommenden Saison die beiden besten Teams erstklassig spielen, die anderen beiden Teams zweitklassig. Die Vereine auf den Tabellenplätzen 2 bis 5 spielen eine Liguilla um den zweiten Startplatz der Copa Libertadores. Bei Punktgleichheit gibt es ein Entscheidungsspiel.

## Teilnehmer
Für die Absteiger Deportivo Ñublense und Santiago Morning spielen Aufsteiger CD Magallanes und Deportes Iquique in dieser Primera División-Saison. Folgende Vereine nahmen daher an der Meisterschaft 1980 teil:
| Mannschaft           | Stadt             |
| -------------------- | ----------------- |
| Audax Italiano       | Santiago de Chile |
| CD Aviación          | Santiago de Chile |
| CD Cobreloa          | Calama            |
| CSD Colo-Colo        | Santiago de Chile |
| Coquimbo Unido       | Coquimbo          |
| Deportes Concepción  | Concepción        |
| Deportes Iquique     | Iquique           |
| Green Cross Temuco   | Temuco            |
| Everton              | Viña del Mar      |
| Lota Schwager        | Coronel           |
| CD Magallanes        | Santiago de Chile |
| Naval de Talcahuano  | Talcahuano        |
| CD O’Higgins         | Rancagua          |
| CD Palestino         | Santiago de Chile |
| Santiago Wanderers   | Valparaíso        |
| Unión Española       | Santiago de Chile |
| Universidad Católica | Santiago de Chile |
| Universidad de Chile | Santiago de Chile |

## Tabelle
| Pl.                       | Verein                       | Sp. | S  | U  | N  | Tore    | Diff. | Punkte |
| ------------------------- | ---------------------------- | --- | -- | -- | -- | ------- | ----- | ------ |
| 1.                        | CD Cobreloa (1)              | 34  | 17 | 13 | 4  | 051:250 | +26   | 48     |
| 2.                        | Universidad de Chile (1) (P) | 34  | 16 | 12 | 6  | 038:210 | +17   | 45     |
| 3.                        | CSD Colo-Colo (1) (M)        | 34  | 16 | 10 | 8  | 076:400 | +36   | 43     |
| 4.                        | Deportes Concepción          | 34  | 15 | 11 | 8  | 064:490 | +15   | 41     |
| 5.                        | CD O’Higgins                 | 34  | 15 | 10 | 9  | 047:320 | +15   | 40     |
| 6.                        | Unión Española               | 34  | 14 | 11 | 9  | 057:400 | +17   | 39     |
| 7.                        | Everton                      | 34  | 13 | 10 | 11 | 053:430 | +10   | 36     |
| 8.                        | CD Magallanes (N)            | 34  | 11 | 14 | 9  | 031:320 | −1    | 36     |
| 9.                        | CD Palestino                 | 34  | 12 | 11 | 11 | 047:420 | +5    | 35     |
| 10.                       | Universidad Católica         | 34  | 12 | 11 | 11 | 048:480 | ±0    | 35     |
| 11.                       | Audax Italiano               | 34  | 11 | 12 | 11 | 040:400 | ±0    | 34     |
| 12.                       | Naval de Talcahuano          | 34  | 12 | 10 | 12 | 035:450 | −10   | 34     |
| 13.                       | CD Aviación                  | 34  | 9  | 13 | 12 | 038:530 | −15   | 31     |
| 14.                       | Deportes Iquique (2) (N)     | 34  | 7  | 14 | 13 | 032:510 | −19   | 30     |
| 15.                       | Coquimbo Unido               | 34  | 5  | 15 | 14 | 030:520 | −22   | 25     |
| 16.                       | Lota Schwager                | 34  | 7  | 10 | 17 | 035:570 | −22   | 24     |
| 17.                       | Santiago Wanderers           | 34  | 5  | 13 | 16 | 035:520 | −17   | 23     |
| 18.                       | Green Cross Temuco           | 34  | 5  | 8  | 21 | 026:610 | −35   | 18     |
| Quelle: , Stand: Endstand |                              |     |    |    |    |         |       |        |

| (M) | Vorjahresmeister |
| (P) | Pokalsieger      |
| (N) | Aufsteiger       |

## Beste Torschützen
| Rang | Spieler            | Klub                 | Tore |
| ---- | ------------------ | -------------------- | ---- |
| 1    | Carlos Caszely     | CSD Colo-Colo        | 26   |
| 2    | Víctor Estay       | Unión Española       | 19   |
| 3    | Leonardo Zamora    | Everton              | 18   |
| 4    | Miguel Ángel Neira | CD O’Higgins         | 16   |
| 5    | Sandrino Castec    | Universidad de Chile | 15   |
|      | Fernando Cavalleri | Deportes Concepción  | 15   |
|      | Liminha            | Coquimbo Unido       | 15   |

## Liguilla um die Copa Libertadores
| Pl. | Verein               | Sp. | S | U | N | Tore    | Diff. | Punkte |
| --- | -------------------- | --- | - | - | - | ------- | ----- | ------ |
| 1.  | CSD Colo-Colo        | 6   | 3 | 2 | 1 | 014:700 | +7    | 08     |
| 2.  | Universidad de Chile | 6   | 3 | 2 | 1 | 006:600 | ±0    | 08     |
| 3.  | CD O’Higgins         | 6   | 3 | 1 | 2 | 008:700 | +1    | 07     |
| 4.  | Deportes Concepción  | 6   | 0 | 1 | 5 | 004:120 | −8    | 01     |

## Entscheidungsspiel um die Teilnahme an der Copa Libertadores
|               | Ergebnis |                      |
| ------------- | -------- | -------------------- |
| CSD Colo-Colo | 1:2      | Universidad de Chile |

Das Spiel fand am 3. Januar 1981 vor 74.747 Zuschauern im Estadio Nacional in Santiago de Chile statt. Mit dem Sieg qualifizierte sich Universidad de Chile für die Copa Libertadores 1981.

## Relegationsliguilla
| Pl. | Verein                 | Sp. | S | U | N | Tore    | Diff. | Punkte |
| --- | ---------------------- | --- | - | - | - | ------- | ----- | ------ |
| 1.  | Deportes Iquique (1)   | 3   | 2 | 1 | 0 | 004:200 | +2    | 05     |
| 2.  | Deportes La Serena (2) | 3   | 0 | 3 | 0 | 004:400 | ±0    | 03     |
| 3.  | CD Aviación (1)        | 3   | 0 | 2 | 1 | 006:700 | −1    | 02     |
| 4.  | Santiago Morning (2)   | 3   | 0 | 2 | 1 | 002:300 | −1    | 02     |